# Episodi di The Barbara Stanwyck Show
La prima e unica stagione della serie televisiva The Barbara Stanwyck Show è andata in onda negli Stati Uniti dal 19 settembre 1960 al 3 luglio 1961 sulla ABC.
| nº | Titolo originale                       | Prima TV USA          |
| -- | -------------------------------------- | --------------------- |
| 0  | Hong Kong and Little Joe               | pilota, non trasmesso |
| 1  | The Mink Coat                          | 19 settembre 1960     |
| 2  | Good Citizen                           | 3 ottobre 1960        |
| 3  | Discreet Deception                     | 10 ottobre 1960       |
| 4  | The Seventh Miracle                    | 19 ottobre 1960       |
| 5  | The Key to the Killer                  | 31 ottobre 1960       |
| 6  | House in Order                         | 7 novembre 1960       |
| 7  | The Miraculous Journey of Tadpole Chan | 14 novembre 1960      |
| 8  | The Secret of Mrs. Randall             | 21 novembre 1960      |
| 9  | Ironbark's Bride                       | 28 novembre 1960      |
| 10 | We Are the Women Who Wait              | 5 dicembre 1960       |
| 11 | Out of the Shadows                     | 19 dicembre 1960      |
| 12 | No One                                 | 26 dicembre 1960      |
| 13 | The Cornerstone                        | 2 gennaio 1961        |
| 14 | Night Visitor                          | 9 gennaio 1961        |
| 15 | Size 10                                | 16 gennaio 1961       |
| 16 | Dear Charlie                           | 23 gennaio 1961       |
| 17 | Dragon by the Tail                     | 30 gennaio 1961       |
| 18 | The Sisters                            | 6 febbraio 1961       |
| 19 | Big Career                             | 13 febbraio 1961      |
| 20 | Confession                             | 20 febbraio 1961      |
| 21 | Along the Barbary Coast                | 27 febbraio 1961      |
| 22 | Shock                                  | 6 marzo 1961          |
| 23 | The Golden Acres                       | 13 marzo 1961         |
| 24 | Adventure on Happiness Street          | 20 marzo 1961         |
| 25 | High Tension                           | 27 marzo 1961         |
| 26 | Sign of the Zodiac                     | 3 aprile 1961         |
| 27 | Call Me Annie                          | 10 aprile 1961        |
| 28 | The Choice                             | 17 aprile 1961        |
| 29 | Frightened Doll                        | 24 aprile 1961        |
| 30 | Yanqui Go Home                         | 1º maggio 1961        |
| 31 | Little Big Mouth                       | 8 maggio 1961         |
| 32 | The Assassin                           | 15 maggio 1961        |
| 33 | The Triple C                           | 22 maggio 1961        |
| 34 | The Hitch-Hiker                        | 29 maggio 1961        |
| 35 | Big Jake                               | 5 giugno 1961         |
| 36 | A Man's Game                           | 3 luglio 1961         |

## Hong Kong and Little Joe
- Prima televisiva: episodio pilota, non trasmesso
- Regista: Richard Whorf

### Trama
Un'appassionata di gioco d'azzardo, stanca della vita che conduce nell'estremo oriente, spera che il suo fidanzato, capitano di mare, la sposi e la porti romanticamente in un'isola ad abitare in una casa tutta per loro, ma lui viene improvvisamente rapito. Correndo grossi rischi, gioca una pericolosa partita a poker con il suo antico datore di lavoro e, barando, si assicura il denaro del riscatto.
Nota: In questo episodio pilota compare il personaggio di Josephine Little, che doveva essere la protagonista di una serie televisiva a sé stante (interpretata dalla stessa Stanwyck) che non sarà realizzata.

## The Mink Coat
- Prima televisiva: 19 settembre 1960
- Regista: Jacques Tourneur

### Trama
Una signora benestante, durante il matrimonio, si è goduta pienamente la vita mondana tra lussi e ricchezze. Rimasta vedova, si riduce in povertà e vive nel ricordo dei giorni felici attraverso l'ultima cosa rimastale, una pelliccia di visone.

## Good Citizen
- Prima televisiva: 3 ottobre 1960

### Trama
Una celebre pianista viene invitata ad esibirsi in un concerto di beneficenza a beneficio di un centro giovanile in difficoltà. Declina l'invito, dicendo al suo manager che non desidera essere coinvolta con gli adolescenti.

## Discreet Deception
- Prima televisiva: 10 ottobre 1960

### Trama
Una produttrice teatrale, rimasta vedova, si accorge di essere irresistibilmente attratta dal fratello del marito deceduto. L'unico ostacolo alla sua felicità è la moglie di costui.

## The Seventh Miracle
- Prima televisiva: 19 ottobre 1960

### Trama
Una madre sta per partorire il suo settimo figlio, ma suo marito, oltre a non saper guidare, ha una gamba fratturata. Sarà il loro figlio adolescente ad accompagnare la donna in sicurezza all'ospedale.

## The Key to the Killer
- Prima televisiva: 31 ottobre 1960
- Regista: Richard Whorf

### Trama
Una donna diventa sceriffo in sostituzione del marito e, con il suo vice, accompagnano un assassino in carcere. Quest'ultimo riesce ad ammanettarla e, prendendo il sopravvento, scappa con lei.

## House in Order
- Prima televisiva: 7 novembre 1960
- Regista: David Lowell Rich

### Trama
Un medico avverte la sua paziente di preparare i suoi familiari ad organizzare i suoi affari, poiché deve essere operata d'urgenza al cuore. Sua figlia, però, è risentita da tale situazione e si dichiara pronta ad abbandonare la famiglia per fuggire con il suo fidanzato.

## The Miraculous Journey of Tadpole Chan
- Prima televisiva: 14 novembre 1960
- Regista: Jacques Tourneur

### Trama
Nella Hong Kong dell'immediato dopoguerra, Josephine Little è impegnata con i suoi affari, ma rimane affascinata da Tadpole Chan, un ragazzino senzatetto. Lei lavora per farlo espatriare negli Stati Uniti e scontrarsi con Dobson, il funzionario del governo, in un processo.
Nota: È il secondo episodio (compreso quello pilota) che ha per protagonista il personaggio di Josephine Little.

## The Secret of Mrs. Randall
- Prima televisiva: 21 novembre 1960

### Trama
Una compagnia assicuratrice di trivellazioni petrolifere è gestita da una presidentessa, vedova dell'uomo che l'ha fondata. Sconvolge il suo consiglio di amministrazione insistendo affinché un suo ex dipendente, che è stato mandato in prigione per appropriazione indebita del libro paga dell'azienda, venga rilasciato sulla parola, ma si rifiuta di spiegare perché.

## Ironbark's Bride
- Prima televisiva: 28 novembre 1960
- Regista: Jacques Tourneur

### Trama
Ironbark, un vecchio contadino e l'uomo più ricco della città, desidera sposarsi e incontra una donna di mezza età con un figlio adolescente. Il ragazzo gli offre un'accoglienza fredda e gli dispiace enormemente. Presto il suo vero padre, un uomo armato e pericoloso, fino ad allora ritenuto morto, si presenta cercando di ricattare sua moglie.

## We Are the Women Who Wait
- Prima televisiva: 5 dicembre 1960

### Trama
Tre mogli di piloti dello Strategic Air Command, tutte di temperamento diverso, si riuniscono nell'attesa del rientro dei loro mariti da un volo pericoloso. Una di loro, Barbara, ha cercato di convincere suo marito a licenziarsi per impiegarsi in un lavoro da vicile più retribuito e molto più sicuro, ma i litigi seguenti rischiano di mandare all'aria l'unione.

## Out of the Shadows
- Prima televisiva: 19 dicembre 1960

### Trama
Una psichiatra è incaricata di valutare la salute mentale di un suonatore di corno trasandato con una serie di violenze. Sebbene molto più giovane del dottore, diventa ossessionato da lei e la umilia. La sua fissazione psicotica la porta a perseguitarla nel suo appartamento, ma non riesce a convincere gli altri medici a crederle.

## No One
- Prima televisiva: 26 dicembre 1960

### Trama
Una produttrice di spettacoli sta cercando un sostegno finanziario per spostare un nuovo spettacolo a Broadway. Trova un mecenate volenteroso, ma ha un intoppo: costui vuole che una star affermata abbia il ruolo da protagonista.

## The Cornerstone
- Prima televisiva: 2 gennaio 1961

### Trama
Una suora acquisisce i fondi per costruire un nuovo liceo. Ma proprio mentre sta per essere posta la prima pietra, si presenta da lei un detective, che indaga su una rapina in una gioielleria avvenuta da poco.

## Night Visitor
- Prima televisiva: 9 gennaio 1961

### Trama
Dopo il matrimonio con un dottore, una donna egocentrica si prepara ad abbandonare la sua casa sulla spiaggia e volare a Parigi. Lascia gli ultimi dettagli al suo maggiordomo. Viene fatta entrare una donna che afferma di essere l'amante di suo marito, ma si scopre che è in combutta con il maggiordomo per uccidere la donna e prendere i suoi soldi e oggetti di valore.

## Size 10
- Prima televisiva: 16 gennaio 1961

### Trama
Nel mondo ad alta tensione dell'industria dell'abbigliamento, una donna gestisce una sua azienda di successo, ma i suoi migliori modelli sembrano improvvisamente essere prodotti dai suoi concorrenti, mentre il suo ragazzo continua a cercare di convincerla a lasciare l'attività e a sposarlo.

## Dear Charlie
- Prima televisiva: 23 gennaio 1961
- Regista: Jacques Tourneur

### Trama
Due ricche sorelle zitelle mettono un annuncio sul giornale affinché un uomo possa imbarcarsi con loro, e viene risposto da un truffatore. Si innamorano di lui e presto competono gelosamente per avere le sue attenzioni. Li mette contro uno contro l'altro finché entrambi non sono pronti ad avvelenarsi reciprocamente.

## Dragon by the Tail
- Prima televisiva: 30 gennaio 1961
- Regista: Jacques Tourneur

### Trama
Josephine Little, importatrice ed esportatrice americana espatriata di affari a volte senza scrupoli, viene reclutata dagli agenti della Central Intelligence Agency a Hong Kong per aiutare a recuperare uno scienziato nato in America lontano dai comunisti, trattenendolo nel nord del Vietnam. La missione viene intrapresa nella speranza di ottenere un accordo sui rottami metallici con il governo degli Stati Uniti.
Nota: È il terzo episodio (compreso quello pilota) che ha per protagonista il personaggio di Josephine Little.

## The Sisters
- Prima televisiva: 6 febbraio 1961

### Trama
Quando il figlio di sua sorella si ammala gravemente e deve essere ricoverato in ospedale per un'operazione pericolosa, fa visita al padre separato fingendosi un ricco eccentrico. Lui però non ha idea di essere il padre, poiché il fatto gli è tenuto nascosto da un coniuge dispettoso.

## Big Career
- Prima televisiva: 13 febbraio 1961

### Trama
Una donna d'affari di successo, che sceglie il lavoro anche nei momenti nei quali dovrebbe stare con suo marito, dopo la tragica morte di quest'ultimo inizia ad avere rimpianti fino a una discussione risolutiva con sua suocera.

## Confession
- Prima televisiva: 20 febbraio 1961
- Regista: Jacques Tourneur

### Trama
Un marito prepotente e geloso spinge una donna a lasciarlo e cercare il divorzio con un avvocato intrallazzatore. Iniziano una relazione e il piano si trasforma in un complotto per incastrare il marito per il suo omicidio mentre la coppia illecita fugge dal paese con documenti preziosi.

## Along the Barbary Coast
- Prima televisiva: 27 febbraio 1961

### Trama
Nella San Francisco del 1890, la custode di un saloon si riunisce con un vecchio amante, un prigioniero di guerra rientrato. Trova il suo ardore raffreddato quando trova i suoi partner in compagnia di un famigerato delinquente. Dopo aver sparato a un detective, il ladro si nasconde nella casa della custode, che deve decidere se proteggerlo o farlo arrestare.

## Shock
- Prima televisiva: 6 marzo 1961

### Trama
Dopo la morte improvvisa della sua bambina, una donna nervosa entra in uno stato catatonico. Gli amici e la famiglia discutono sul da farsi e, dopo avere vagliato una serie di ipotesi che li lasciano perplessi, la soluzione viene trovata in una bambola hawaiiana.

## The Golden Acres
- Prima televisiva: 13 marzo 1961
- Regista: Jacques Tourneur

### Trama
In una cittadina del Midwest, nel 1905, una donna intrigante domina i suoi due fratelli dalla volontà debole. Ha falsificato il testamento del padre defunto per darle il controllo sulla fortuna di famiglia e rischia tutto su un appezzamento di terreno che crede sarà necessario per una fabbrica che verrà costruita.

## Adventure on Happiness Street
- Prima televisiva: 20 marzo 1961
- Regista: Jacques Tourneur

### Trama
Mentre innumerevoli anziani e malati sono costretti a lasciare la Cina comunista, cercano assistenza medica in una piccola clinica gratuita gestita da Josephine Little. Costei sta esaurendo le medicine necessarie, ma una sua amica benestante ne assicura alcune attraverso i suoi contatti al mercato nero, ma le bottiglie un giorno vengono misteriosamente scambiate.
Nota: È il quarto episodio (compreso quello pilota) e ultimo che ha per protagonista il personaggio di Josephine Little.

## High Tension
- Prima televisiva: 27 marzo 1961

### Trama
In fuga da un marito crudele, una donna e suo figlio sordo prendono un autobus nella campagna rurale durante una notte tempestosa. Un incidente getta il ragazzo fuori dall'autobus sbalzandolo vicino alla linea elettrica, mortale se toccata nella sua struttura.

## Sign of the Zodiac
- Prima televisiva: 3 aprile 1961
- Regista: Jacques Tourneur

### Trama
Dopo la morte del marito, una donna si reca da un sensitivo accompagnata dalla cognata. Costui afferma di essere in contatto con lo spirito del defunto, e lei teme di rivelare qualcosa sul suo conto che deve mantenere segreta.

## Call Me Annie
- Prima televisiva: 10 aprile 1961

### Trama
Una famiglia benestante assume un'infermiera per prendersi cura di un nuovo nascituro. Quest'ultima scopre che la madre non mostra alcun interesse per lui, per paura di assumersi responsabilità genitoriali. Suo marito ha un carattere infantile, difficile da gestire, e la suocera si dimostra cattiva e prepotente.

## The Choice
- Prima televisiva: 17 aprile 1961
- Regista: Jacques Tourneur

### Trama
Dopo l'orario di chiusura di una sala da ballo fuori mano, la donna che la gestisce aspetta che l'ultimo cliente se ne vada, poi sente alla radio che un malato di mente assassino evaso è nella zona. Quando si presenta un altro uomo, lei chiede il suo aiuto, ma poi si rende conto che potrebbe effettivamente essere l'uomo ricercato.

## Frightened Doll
- Prima televisiva: 24 aprile 1961
- Regista: Jacques Tourneur

### Trama
Una donna in crisi di identità fa amicizia con un mafioso che la rende felice. Ma dopo la sua morte inaspettata le rimane una misteriosa valigetta.

## Yanqui Go Home
- Prima televisiva: 1º maggio 1961

### Trama
Poco prima dei moti rivoluzionari, un ingegnere americano e sua moglie scappano dalla loro casa, un giacimento petrolifero nella giungla. Presto vengono dirottati dai controrivoluzionari e vengono coinvolti in uno scontro a fuoco e in un inseguimento. Si uniscono a uno nella sua ricerca per evitare che alcuni oggetti religiosi da loro conservati cadano in mani sbagliate. Lungo la strada l'uomo rivela alla moglie segreti intimi sul suo passato.

## Little Big Mouth
- Prima televisiva: 8 maggio 1961

### Trama
Una famosa giornalista si reca in India in una riserva alla ricerca di una storia da pubblicare. Trova un medico irresponsabile, più occupato a litigare con tutti che a risolvere i problemi. Minaccia di scrivere una storia compromettente su di lui, ma cambia idea dopo aver parlato con sua nipote e averlo accompagnato in una commissione.

## The Assassin
- Prima televisiva: 15 maggio 1961

### Trama
Dopo la morte del suo capo, l'impiegata di un'azienda viene accusata di appropriazione indebita da uno dei soci. Dopo averlo ammesso, se ne va per pensare al suo futuro, quando incontra un sicario, inviato per farle del male.

## The Triple C
- Prima televisiva: 22 maggio 1961

### Trama
Una donna, educata nella grazia e affabilità di modi, è costretta a tirare fuori gli artigli per difendersi, davanti a un giudice inflessibile, da un'accusa di omicidio in realtà da lei non commesso.

## The Hitch-Hiker
- Prima televisiva: 29 maggio 1961

### Trama
Un'avvocatessa e il marito scrittore incontrano una giovane donna affamata e il suo bambino e li accolgono. Presto scoprono che lei è una rifugiata dalla Cecoslovacchia che si nasconde da una ricca donna del posto per cui lavorava come domestica e che vuole portare via il bambino.

## Big Jake
- Prima televisiva: 5 giugno 1961

### Trama
Un vecchio detective della polizia e un giovane giornalista indagano su una rapina. Sospettano di un vecchio ex criminale, che ora vive con la famiglia di sua figlia. Si presenta, confessando tutto, anche se il detective percepisce l'imbroglio. Nel frattempo, i veri colpevoli pianificano un'altra rapina.

## A Man's Game
- Prima televisiva: 3 luglio 1961
- Regista: Lewis Allen

### Trama
Nei tempi di frontiera, una donna di nome Chris Mathews presta giuramento come sceriffo pro tempore, ma decide che si candiderà effettivamente alla carica in un'imminente elezione. Gli uomini del paese decidono di presentarla organizzando una finta rapina, ma il rapinatore li tradisce.
Nota: L'ultimo episodio della serie presenta tratti meno drammatici e, a tratti, quasi comici, rispetto a quelli precedenti.